# 果洲群島
果洲群島（英語：Ninepin Group）位於香港東南部，西貢的東南偏南16公里處，清水灣對出海面上。果洲群島地貌豐富，擁有世上罕見的大面積六角柱狀節理火山岩，是香港聯合國教科文組織世界地質公園的重要部分，於2011年被列為果洲群島特別地區，確保其地質資源獲得更佳保護。

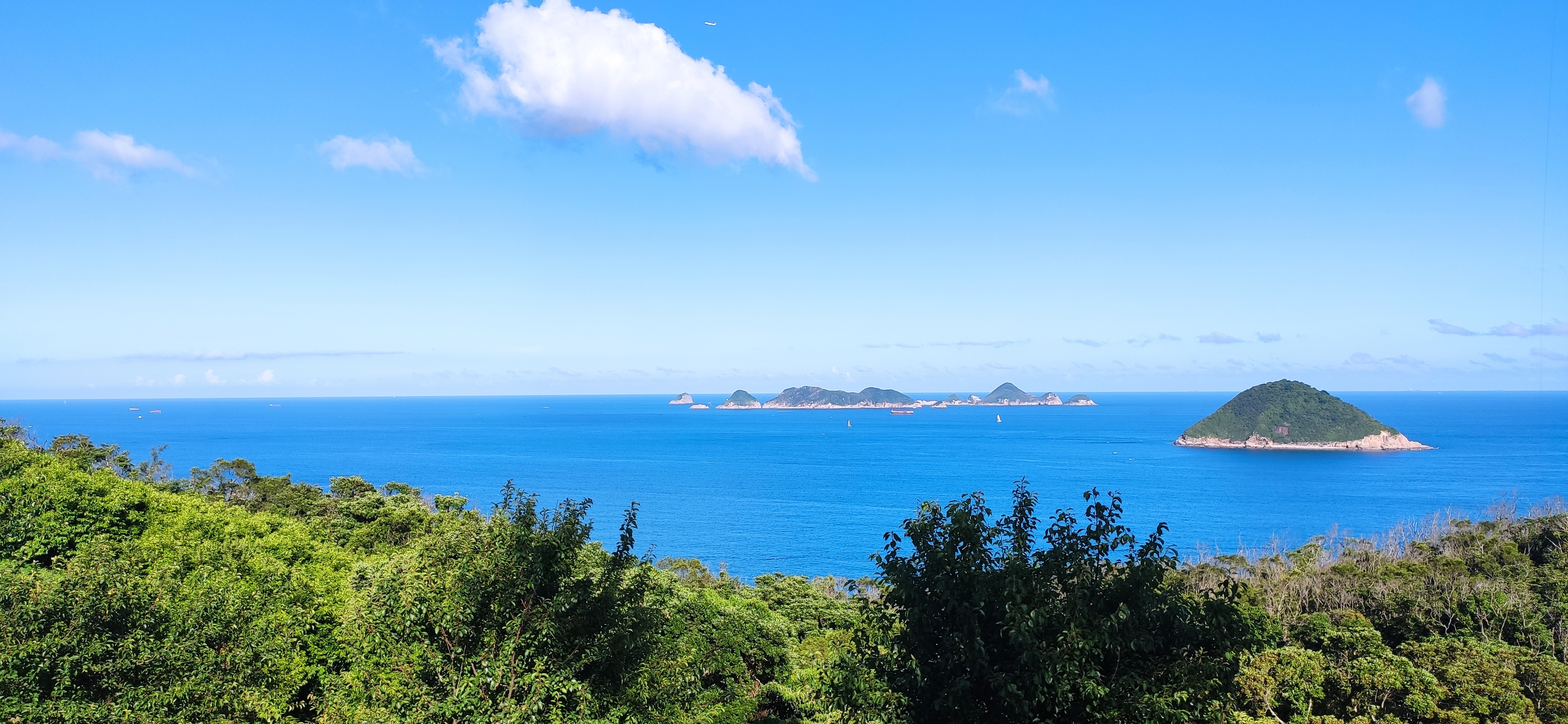
果洲群島在中央。右方是青洲

## 地理

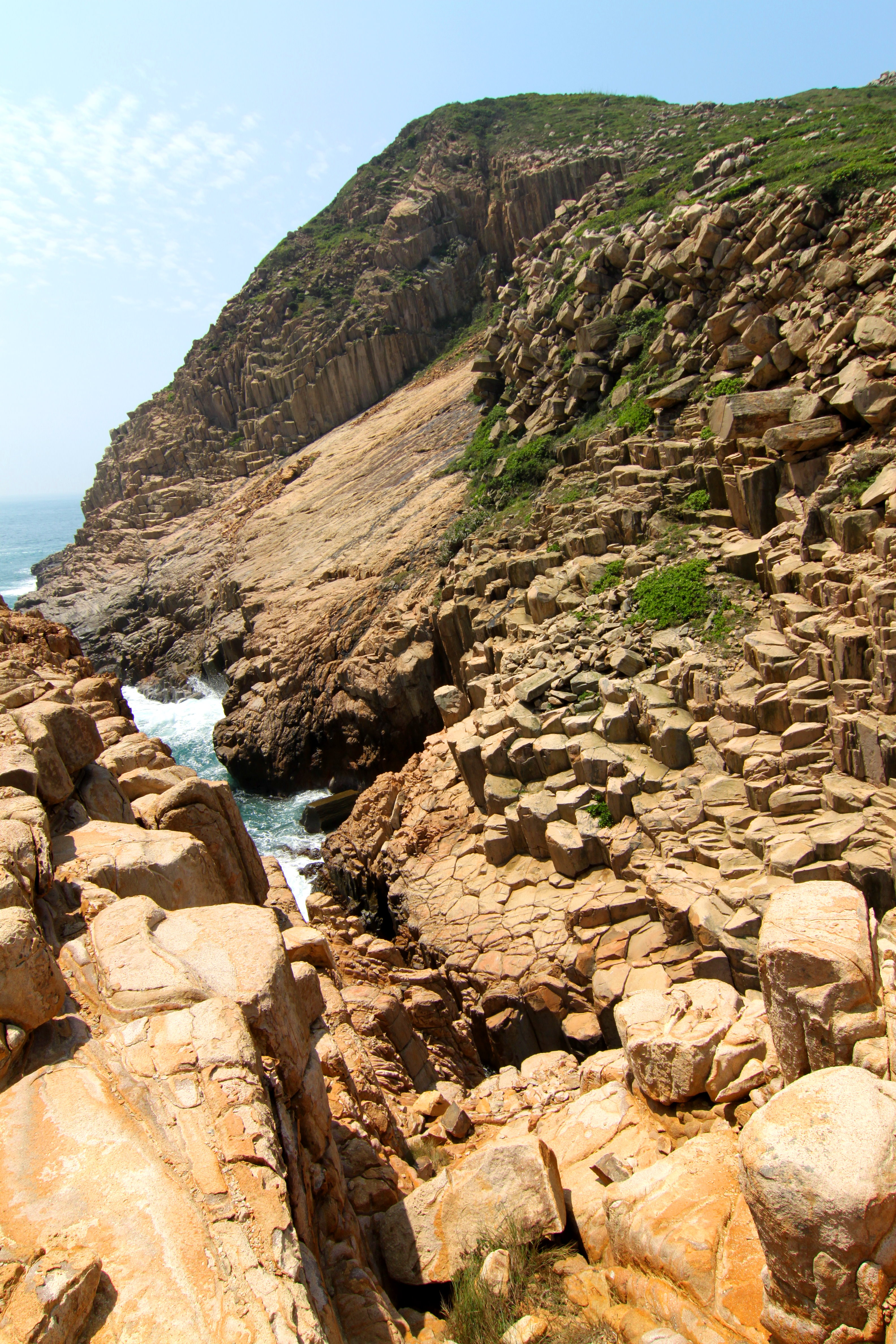
北果洲中央巨大裂溝

果洲群島由兩大主島及27個衛星小嶼組成，從高空向下望很像一盆生果浮在海上，因而得名。英文名字Nine Pins是英國一種古老球類遊戲，類似現代的保齡球。英殖早期，英國海員到港時看見這群小島的排列陣式，想起家鄉的玩意，因此為群島起了一個獨特的名字。
果洲群島的主島包括北果洲、南果洲和東果洲。其中北果洲由細洲尾和殼仔排等組成；南果洲由大洲、大洲尾和山嶺角等組成；東果洲則由短洲仔、薯莨洲和龍船排等組成。

### 地質
兩大主島為北果洲及南果洲。兩島各長1公里，闊度則由半公里至幾乎兩端貼近，高度則差不多達100米。果洲群島已經歷海蝕逾萬年之久，由於香港大部分時間吹東風，果洲東南面又缺乏天然屏障，大部份時間風浪很大，海岸侵蝕嚴重，形成奇特海岸地形。
島上岩石主要是酸性流紋岩，這組岩石名為「糧船灣組」，屬於早白堊世滘西洲火山岩群。果洲群島擁有大規模的凝灰岩柱狀節理，它們源於一次噴出70立方公里火山灰的火山爆發，在隨後極長時期，此地的氣候以溫暖潮濕為主，促成母岩的風化和侵蝕，使凝灰岩裸露，並遭侵蝕而變得奇形怪狀。該島擁有令人嘆為觀止的海岸特徵：大型海蝕穴、海蝕拱和持續被海洋力量磨平的海蝕平台，兩島的火山岩被刻成深深裂口，幾乎被劈成兩半。

### 北果洲

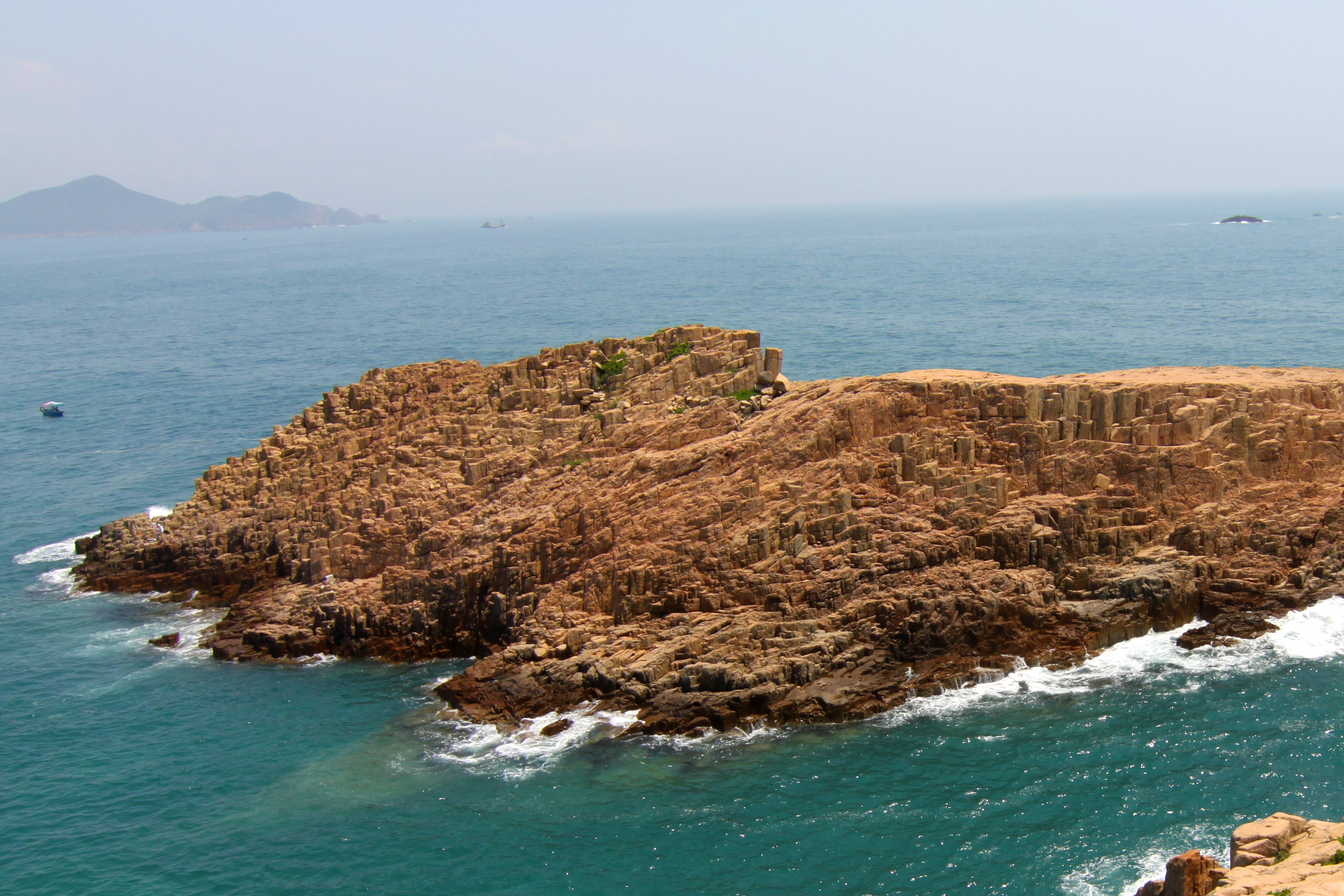
殼仔排

北果洲看起來比南果洲巨大得多，實際上僅比南果洲略大略高。島中央有一條巨大裂溝，巨礫、六角形石柱和一片片岩石隨意散落，山峽中可發現一些頁狀剝落現象，佈滿像花蕾綻開狀的橙色岩石。巨大石塊栽進海中，斜向的滑移教人驚心動魄。這裏的六角形岩柱直徑可達2米以上，比萬宜水庫的更粗大，最巨大的六角形岩柱直徑約3米，躺於北果洲的崖邊淺水處。位於北果洲中部的月球崖像一個大斜台，在六角形岩柱群中剷平了一部分，形成原因是岩石出現傾斜的節理裂隙面，節理面上的岩石因長年累月的風化而剝落，最後傾瀉下來。
北果洲對外有一系列自海中躍出的離岸礁石，如細洲尾和殼仔排。

### 南果洲

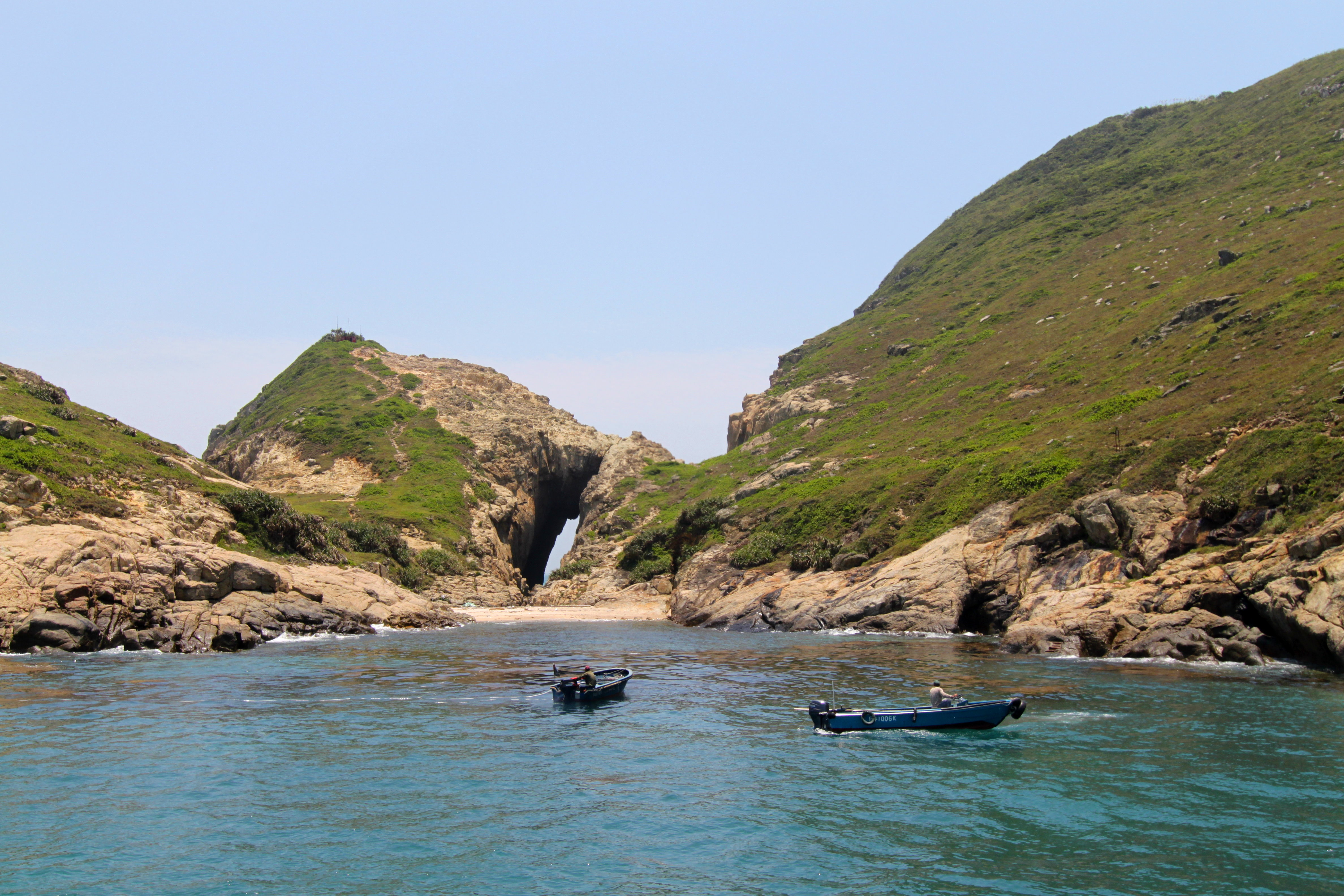
南果洲

南果洲與北果洲同樣荒涼，以海蝕洞最為著名。島南有幅巨大懸崖，風化較嚴重，崖下出現了3個巨型海蝕洞，由南向北分別是天梯洞、迴流洞、三丫洞，只有後兩者可以登駁艇穿遊。島中央有南果洲的地標─穿窿門，乃島上最大海蝕拱，離海面高達十多米。由於位在島上最脆弱的位置，風浪侵蝕並洞穿一部分岩石，但侵蝕力未逮於拱門的高點，所以頂部仍然存在。經過千萬年後，拱頂塌陷，南果洲會變成兩個島嶼。

## 生態
島上只有稀疏的禾本科、灌木和草海桐、露兜樹這類海岸植物，大部份地方寸草不生。島上有一弄蝶，Taractrocera maevius（Common Grass Dart）於2004年首次發現，為中國唯一有分佈的地方，幼虫以島上鴨咀草為寄主植物，此蝴蝶廣泛分佈於中南半島，在中國則極為罕有。
反而果洲群島一帶海底軟珊瑚生長茂盛，顏色品種眾多，綿延數百米，是潛水熱點。

## 景點
果洲以獨特岩石奇觀吸引遊人，果洲的岩石屬於六角形的柱狀凝灰岩，本來相當堅硬，但長年暴露在海洋，不斷遭受海蝕和風化，致岩石容易崩裂，其中以北果洲「銀瓶頸」的大斷崖最明顯，但景觀壯麗，甚至有人將之與愛爾蘭的巨人之路媲美，而岩石規模更大。
旅遊行程多到北果洲觀岩及南果洲賞洞。所謂「北果攀岩」有四景，分別為月球崖、大炮石、地獄岩及魔鬼石。「南果賞洞」主要觀賞海蝕洞，當中包括海水貫島而過的心石拱門及三叉洞、迥流洞、天梯洞等。

## 設施
兩島沒有正式碼頭，要用小艇登陸。北果洲有簡略登陸點，可沿階梯登上一水泥磚板上；登上南果洲則必須攀爬傾斜的近岸岩石。風浪太大時兩島皆難以登岸，夏天風平浪靜時為登岸最佳時機。
島上沒有任何人口，但南果洲上設有小型天后廟，供來往的漁民參拜。另外，北果洲有一座編號200的燈塔。

## 公共交通
果洲群島上無長住人口，所以並沒有公共交通工具。民眾如果要遊果洲群島只能自行租船或參加本地旅遊團前往，由西貢碼頭出發船程約一個多小時。

## 環境威脅
中電提出在西貢果洲群島對出3公里興建全港首個兼全球最大的海上風力發電場，共有最多67台、每台135米高的巨型風力發電機，有環保組織反對有關計劃，指擬議風場位處於1.4億年前的火山口，破壞地貌遺址，即使移離果洲群島及甕缸群島數公里亦無補於事。

### 引用
1. ↑  香港特別行政區政府新聞處，五個具地質價值的地點指定為特別地區，《新聞公告》，2010年12月31日。
2. ↑  中電建全球最大風力發電場位處清水灣15年落成地貌保育協會擬申覆核，文匯報，2009年8月4日